# فريثغوف كلوسن
فريثغوف كلوسن (بالنرويجية البوكمول: Frithjof Clausen)‏ هو مصارع رياضي نرويجي، ولد في 13 مارس 1916، وتوفي في 9 مايو 1998.

## وصلات خارجية
- فريثغوف كلوسن على موقع قاعدة بيانات المصارعة الدولية (الإنجليزية)
- فريثغوف كلوسن على موقع أوليمبيديا (الإنجليزية)